# Îles du sud-ouest
Les îles du sud-ouest des Palaos sont de petites îles étalées dans l'océan Pacifique située à près de 600 km des principales îles des Palaos. Elles constituent deux États : Sonsorol et Hatohobei. 

## Répartition des îles
Regroupées au sein de leurs États, les îles du sud-ouest sont les suivantes :
- Sonsorol :
  - Fanna (Fana)
  - Dongosaro (Dongosaru)
  - Puro (Puro)
  - Melieli (Melieli)
- Hatohobei :
  - Hatohobei (Hatohobei)
  - Helen Reef (Hotsarihie)
  - Transit Reef (Pieraurou).

Le statut d'île de Pieraurou fait l'objet d'un débat. En effet, il s'agit en réalité d'un haut fond.